# Il rivo chiaro
Il rivo chiaro (in russo Светлый ручей?, tradotto anche Il limpido ruscello) è un balletto in 3 atti, 4 scene, composto da Dmitrij Dmitrievič Šostakovič, Op. 39, su libretto di Adrian Piotrovsky e Fyodor Lopukhov, con coreografia di Fyodor Lopukhov. Debuttò al Teatro Michajlovskij di Leningrado nel 1935.

## Partitura e strumentazione
La partitura è il 39° lavoro di Šostakovič. Include riferimenti a Ciajkovskij e ad altri precedenti compositori di balletto.
Organico: 2 flauti, ottavino, 2 oboi, corno inglese, 2 clarinetti, 3 fagotti (3 anche controfagotto), 4 corni, 3 trombe, 3 tromboni, basso tuba, timpani, triangolo, tamburo, piatti, glockenspiel, arpa, archi.

## Ruoli
- Zina, intrattenitrice
- Pyotr, suo marito, studente di agronomia
- Ballerina classica
- Ballerino classico
- Un anziano signore
- Una signora di aspetto giovanile, sua moglie
- Gavrilych, ispettore della qualità
- Galya, studentessa
- Montanaro
- Uzbeco
- Un uomo di Kuban
- Una mungitrice
- Un trattorista
- Una concertista
- Giovani, altri ballerini, contadini[2]

## Trama
La trama è incentrata su un gruppo di ballerini che sono stati inviati per offrire intrattenimenti sofisticati in una nuova fattoria collettiva sovietica durante la loro festa del raccolto. Gli operai, insieme a due residenti più anziani di una dacia vicina, accolgono i ballerini della città, con un benvenuto speciale dato alla ballerina della compagnia che era l'ex insegnante di danza di Zina. Zina presenta la ballerina a suo marito, Pyotr e Pyotr inizia immediatamente a flirtare con la ballerina. Ferita, Zina si allontana dalle celebrazioni ed è confortata dalla ballerina. La ballerina suggerisce un piano in cui lei si vestirà come il suo compagno di danza e il suo compagno di danza si vestirà come una ballerina e Zina si vestirà come la ballerina. Prenderanno in giro Pyotr e i due abitanti della dacia e Pyotr capirà il suo errore. Anche i problemi di altre due coppie con uomini troppo sicuri vengono risolti attraverso il piano. Dopo che tutto è stato compiuto, c'è una grande celebrazione che, nella produzione di Ratmansky, include il torvo mietitore che, dopo uno spavento, viene bandito.

## Suite
Šostakovič produsse una suite dal balletto, op. 39a, con cinque movimenti:
1. Valzer
2. Danza popolare russa
3. Galopp
4. Adagio
5. Pizzicato Allegretto

## Produzioni
Alexei Ratmansky, attualmente artista residente all'American Ballet Theatre ed ex direttore del Balletto Bol'šoj, si imbatté per la prima volta nella partitura intera del balletto in una registrazione fatta da Gennadij Roždestvenskij a Stoccolma nel 1995. Essendogli impossibile ripristinare la coreografia originale del balletto, che non era mai stato annotato, Ratmansky scrisse la sua coreografia e mise in scena la nuova versione in due atti de Il rivo chiaro con il Balletto Bol'šoj a Mosca nel 2003.
Nel luglio 2005 il Bolshoi eseguì The Bright Stream al Met e, nell'agosto 2006, alla Royal Opera House di Londra. Il Bol'šoj lo eseguì a Mosca alla fine di ottobre 2017 e poi a Londra ad agosto 2019.
Nel gennaio 2011 l'American Ballet Theatre ha eseguito The Bright Stream nella coreografia di Ratmansky, presso il Kennedy Center, Washington, DC.

## Accoglienza
Le altre due partiture di balletto scritte da Šostakovič sono L'età dell'oro, del 1930, e Il bullone, del 1931. "Tutti e tre furono banditi poco dopo le loro anteprime, lasciando la reputazione di Šostakovič così danneggiata che era riluttante a scrivere ancora per il palcoscenico lirico". Le melodie volutamente semplici de Il rivo chiaro, le banali armonie, i ritmi semplici e i colori sgargianti fecero guadagnare al lavoro un grande successo sia a Leningrado che a Mosca dal giugno 1935 al febbraio 1936. Ma un editoriale della Pravda all'inizio di febbraio 1936 condannò il balletto e, di conseguenza, la sua suite musicale; entrambi i lavori furono ritirati. A causa di ciò uno dei librettisti, Piotrovsky, fu arrestato nel novembre dell'anno successivo e giustiziato in un gulag. Lobukhov, come coreografo e co-librettista, probabilmente fuggì da un destino simile a causa delle sue conoscenze attraverso sua sorella Lidija Lopuchova.